# 藤原道雄
藤原 道雄（ふじわら の みちお）は、奈良時代から平安時代初期にかけての公卿。藤原北家、大納言・藤原小黒麻呂の四男。官位は従四位上・参議。

## 経歴
内舎人・大学允を経て、延暦15年（796年）従五位下・兵部少輔に叙任される。兵部少輔を務める傍らで、武蔵介・阿波守を兼帯し、延暦19年（800年）には従五位上に昇叙されている。その後、桓武朝末にかけて延暦22年（804年）散位頭、延暦23年（805年）宮内大輔、延暦25年（806年）刑部大輔次いで内匠頭と京官を歴任した。
平城朝でも大学頭・治部大輔等の京官を歴任し、大同3年（808年）正五位下に叙せられた。
嵯峨朝に入ると、大同5年（810年）に発生した薬子の変を挟んで右中弁次いで左中弁と要職の弁官に抜擢されるが、翌弘仁2年（811年）には早くも弁官を解かれて紀伊守として地方官に転じている。国司の任期を終えて、弘仁9年（818年）宮内大輔に再任されて京官に復し、弘仁10年（819年）従四位下に昇叙される。嵯峨朝末からは再び重用され、弘仁12年（821年）右大弁、弘仁13年（822年）蔵人頭に任官する。弘仁14年（823年）正月に従四位上に昇叙されると、5月には淳和天皇の即位に伴って参議に任ぜられ公卿に列した。同年9月23日卒去。享年53。最終官位は参議従四位上宮内卿。
漢詩人として『凌雲集』に2首の漢詩作品が採録されている。

## 官歴
注記のないものは『日本後紀』による。
- 延暦8年（789年） 日付不詳：内舎人[1]
- 時期不詳：正六位上
- 延暦14年（795年） 2月19日：大学大允[1]
- 延暦15年（796年） 4月22日：従五位下[1]。6月1日：兵部少輔[1]
- 延暦17年（798年） 2月6日：兼武蔵介[1]
- 延暦19年（800年） 正月：兼阿波守[1]。2月：兼大学頭、守如元[1]
- 延暦20年（801年） 6月3日：兵部少輔[1]。7月：従五位上[1]
- 延暦22年（804年） 正月14日：河内守[1]。6月10日：散位頭[1]
- 延暦23年（805年） 6月9日：宮内大輔
- 延暦25年（806年） 正月28日：兼上総守。2月16日：刑部大輔。5月24日：内匠頭、但馬守[1]
- 大同2年（807年） 8月20日：兼美作守[1]。11月16日：大学頭[1]
- 大同3年（808年） 5月28日：治部大輔。11月17日：正五位下
- 大同4年（809年） 8月26日：大学頭[1]
- 大同5年（810年） 7月16日：能登守[1]。8月26日：右中弁[1]。9月10日：左中弁
- 弘仁2年（811年） 正月11日：紀伊守、止弁
- 弘仁9年（818年） 2月1日：典薬頭[1]。2月20日：宮内大輔[1]
- 弘仁10年（819年） 正月7日：従四位下。2月1日：兼大学頭[1]
- 弘仁11年（820年） 閏正月25日：兵部大輔[1]。5月18日：大舎人頭[1]
- 弘仁12年（821年） 正月10日：右大弁[1]
- 弘仁13年（822年） 3月：蔵人頭[1]
- 弘仁14年（823年） 正月7日：従四位上。5月14日：参議兼宮内卿、止弁[1]。9月23日卒去（参議従四位上宮内卿）

## 系譜
『尊卑分脈』による。
- 父：藤原小黒麻呂
- 母：藤原魚名の娘
- 妻：藤原末茂の娘
  - 男子：藤原氏範
  - 男子：藤原春幹
- 生母不詳の子女
  - 男子：藤原万枝